# Sympistis funebris
Sympistis funebris ist ein Schmetterling (Nachtfalter) aus der Familie der Eulenfalter (Noctuidae).

## Merkmale

### Falter
Die Grundfärbung der Vorderflügel der Falter variiert von hellgrau bis graubraun. Das Mittelfeld hebt sich deutlich schwarzbraun davon ab und enthält auffällige, hellgraue Nierenmakel. Die Ringmakel sind verwischt, Zapfenmakel fehlen. Die Wellenlinie ist oftmals nur schwach angedeutet. Exemplare aus Nordeuropa sind in der Regel kontrastreicher gezeichnet als diejenigen der Alpenregionen. Mit einer Flügelspannweite um dreißig Millimeter zählen die Tiere zu den kleineren Eulenfalterarten. Die Hinterflügel sind zeichnungslos dunkel graubraun getönt, im Wurzelbereich etwas aufgehellt und zeigen weiße Fransen. Charakteristisch für die Art ist auch die sehr dunkel gefärbte Unterseite sämtlicher Flügel.

### Ähnliche Arten
- Die Falter von Sympistis nigrita unterscheiden sich durch ein breiteres schwarzbraunes Mittelfeld der Vorderflügel. Auch das Wurzelfeld ist dunkler als bei funebris, hingegen sind bei nigrita Saumfeld und Nierenmakel gelegentlich gelblich überstäubt.

## Geographische Verbreitung und Lebensraum
Sympistis funebris hat eine boreal-alpine Verbreitung. In den österreichischen, italienischen und Schweizer Alpen ist sie in Höhen zwischen 2000 und 2500 Metern in der Zwergstrauchstufe anzutreffen, während sie in einigen Regionen der borealen Zone in taiga- oder tundraähnlichen Gebieten sowie auf Torfmooren vorkommt.

## Lebensweise
Die Falter sind überwiegend tagaktiv und fliegen bevorzugt am späten Nachmittag. In ihren lokalen Vorkommensgebieten können sie sehr häufig auftreten und sind dann in einer Generation von Juni bis August zu finden. Über die ersten Larvenstadien ist wenig bekannt, außer dass als Hauptfutterpflanzen die Blätter verschiedener Heidelbeerarten (Vaccinium) gelten. Die Art überwintert als Puppe.

## Gefährdung
Sympistis funebris kommt in Deutschland nicht vor, so dass Angaben auf der Roten Liste gefährdeter Arten entfallen.